# The Colonial Cottage Museum

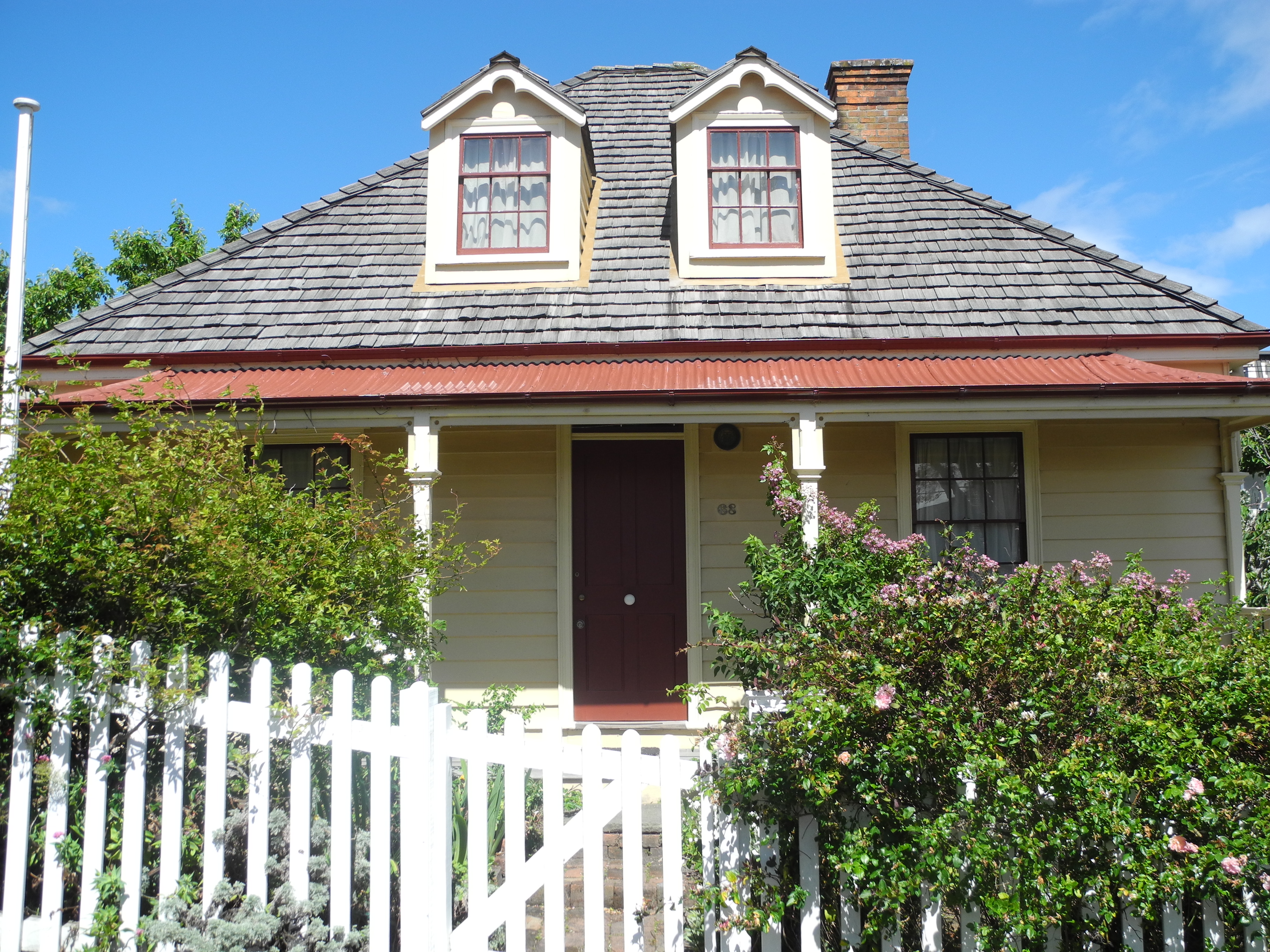
Colonial Cottage Museum

The Colonial Cottage Museum – muzeum na przedmieściach Wellington (ulica Nairn Street), stolicy Nowej Zelandii, uznawane za najstarszy budynek w tym regionie. Muzeum zaprojektował William Wallis, który przybył do Nowej Zelandii w 1857 r.